# 粵劇幕後人物
粵劇幕後人物包括了編劇、撰曲、音樂家、掌板、頭架等等。

## 編劇

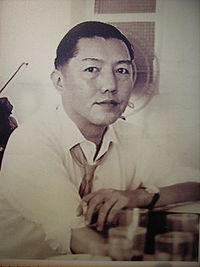
享有“粤剧鬼才”美誉的编剧唐涤生

- 南海十三郎、馮志芬、吳一嘯（曲王）、徐若呆、李少芸、唐滌生、徐子郎、楊子靜、林仙根、林榆、譚青霜、陳卓瑩、陳冠卿、白超平、莫汝城、何建青、陳自強、蘇翁、潘焯、潘一帆、秦中英、秦太英、葉紹德、揚聲、李悅強、溫誌鵬、蔡衍棻、劉漢鼐、阮兆輝、新劍郎、楊智深、廖了了、韓道鳴、李居明、吳仟峰
- 女編劇: 望江南、阮眉、區文鳳

## 撰曲
- 王心帆（曲聖）、吳一嘯、胡文森（曲帝）、（御香梵山：高福永、陳湘齡）
- 男撰曲: 陳卓瑩、陳冠卿、陳自強、陳焯榮、蔡衍棻、蔡滌凡、蔡德興、鄧寄塵、方文正、靳夢萍、李願聞、梁以忠、勞鐸、羅寶生、潘焯、龐秋華、秦中英、秦太英、沈瑞和、蘇翁、王君如、溫誌鵬、嚴觀發、楊子靜、葉紹德、曾浦生、楊智深、揚聲
- 女撰曲: 阮眉、陳錦榮、馬曼霞、劉鳳竹

## 音樂家
- 尹自重、何大傻、呂文成、梁以忠、王粵生、朱毅剛、朱慶祥、馮華、林兆鎏、廖森、卜燦榮、劉永全、萬靄端、嚴觀發

## 掌板(打鑼)
- 羅家樹（均安人，羅家寶父親，羅家英的四叔）
- 姜林（子姜志良，父子同為名掌板）
- 文全
- 黃其浩
- 容章業
- 宋錦榮
- 高根
- 江成
- 陳燊（子陳焯榮，承父業為掌板）
- 高潤權
- 高永熙
- 游龍
- 陳小龍

## 頭架
- 尹自重、王粵生、馮華、朱慶祥、王者師、駱津、麥惠文、劉永全、吳聿光、譚兆威、高潤鴻、陳小龍、王勝泉、周熾楷、彭錦信、駱慶兒、曾健文